# Les Chapelles-Bourbon
Les Chapelles-Bourbon település Franciaországban, Seine-et-Marne megyében. Lakosainak száma 464 fő (2022. január 1.). Les Chapelles-Bourbon Neufmoutiers-en-Brie, Tournan-en-Brie, Châtres, La Houssaye-en-Brie és Marles-en-Brie községekkel határos.

## Népesség
A település népességének változása:
| Lakosok száma | 409  | 436  | 456  | 470  | 473  | 486  | 494  | 469  | 464  |
|               | 2013 | 2015 | 2016 | 2017 | 2018 | 2019 | 2020 | 2021 | 2022 |